# Neuville-Saint-Amand
Neuville-Saint-Amand és un municipi de França, situat en el departament de l'Aisne, als Alts de França.
Forma part de la Communauté d'agglomération de Saint-Quentin

## Administració
L'alcalde, des del 2001 és Patrick Merlinat.

## Demografia
- 1962 - 819 habitants.
- 1975 - 725 habitants.
- 1990 - 916 habitants.
- 1999 - 908 habitants.
- 2007 - 840 habitants.
- 2008 - 858 habitants.[1](francès)